# KingsAge
Kingsage es un juego de navegador de estrategia en tiempo real multijugador masivo (MMORTS), cuyo fin es la colonización y la conquista; sin embargo, también se le da mucha importancia al comercio y a la diplomacia. 
El juego fue desarrollado en Alemania en el año 2008 por la empresa de programación de juegos en línea Gameforge. Pueden participar miles de jugadores simultáneamente en un mundo virtual histórico ambientado en la Edad Media. El juego tiene servidores en unos 40 países aproximadamente, cada país posee de uno hasta quince mundos (servidores), dependiendo de la cantidad de jugadores.

## El juego
Al comenzar cada jugador recibe una pequeña colonia de 50 puntos que debe ir ampliando hasta forjar un gran Imperio económico y/o militar. 
Cada colonia se encuentra junto a otras colonias en un mismo continente la posición de cada uno se rige por un sistema de coordenadas, en el juego la diplomacia es de gran importancia muchas colonias se unen para formar alianzas, cada alianza puede decidir luchar conjuntamente, firmar un pacto de no agresión o declararle la guerra a otras alianzas.

## Los recursos
En Kingsage existen tres materias primas: madera, piedra y mineral, las cuales se usan tanto en la ampliación y construcción de edificios, como en el entrenamiento de unidades militares. 
Al igual que en Age of Empires los colonos, son los encargados de recolectar los recursos, La madera se obtiene de los bosques que se encuentran alrededor de la colonia, y es trabajada en el aserradero, la piedra se encuentra en la cantera, y el hierro en la mina de mineral. En un principio la cantidad límite de recursos que se pueden obtener, es bastante limitada por lo tanto el jugador debe constantemente ampliar el aserradero, la cantera y la mina de mineral, para obtener así una producción más eficiente de cada materia prima.
Los recursos son guardados en el almacén, mientras mayor sea este, mayor será el límite de cada materia prima que se pueda guardar, sin embargo estos recursos pueden ser saqueados para evitar esto es necesario construir un escondite a medida que este se amplié menor será la cantidad de recursos que los enemigos puedan obtener en un saqueo.
Las colonias pueden llegar hasta a diez mil puntos en construcción y otros diez mil en unidades militares.

## Comercio
El comercio desempeña un papel importante en el juego, tras construir un establo es posible criar mulas para transportar cargas hacia otras colonias, sin embargo también es necesario construir un mercado ya que este será el lugar de partida y de destino de las cargas.
A medida que el mercado y el establo sean ampliados más mulas podrán ser criadas, y mayor será la carga que pueda ser transportada hacia otras. Los jugadores también pueden enviar los recursos a compañeros que soliciten un apoyo económico.

## Las unidades

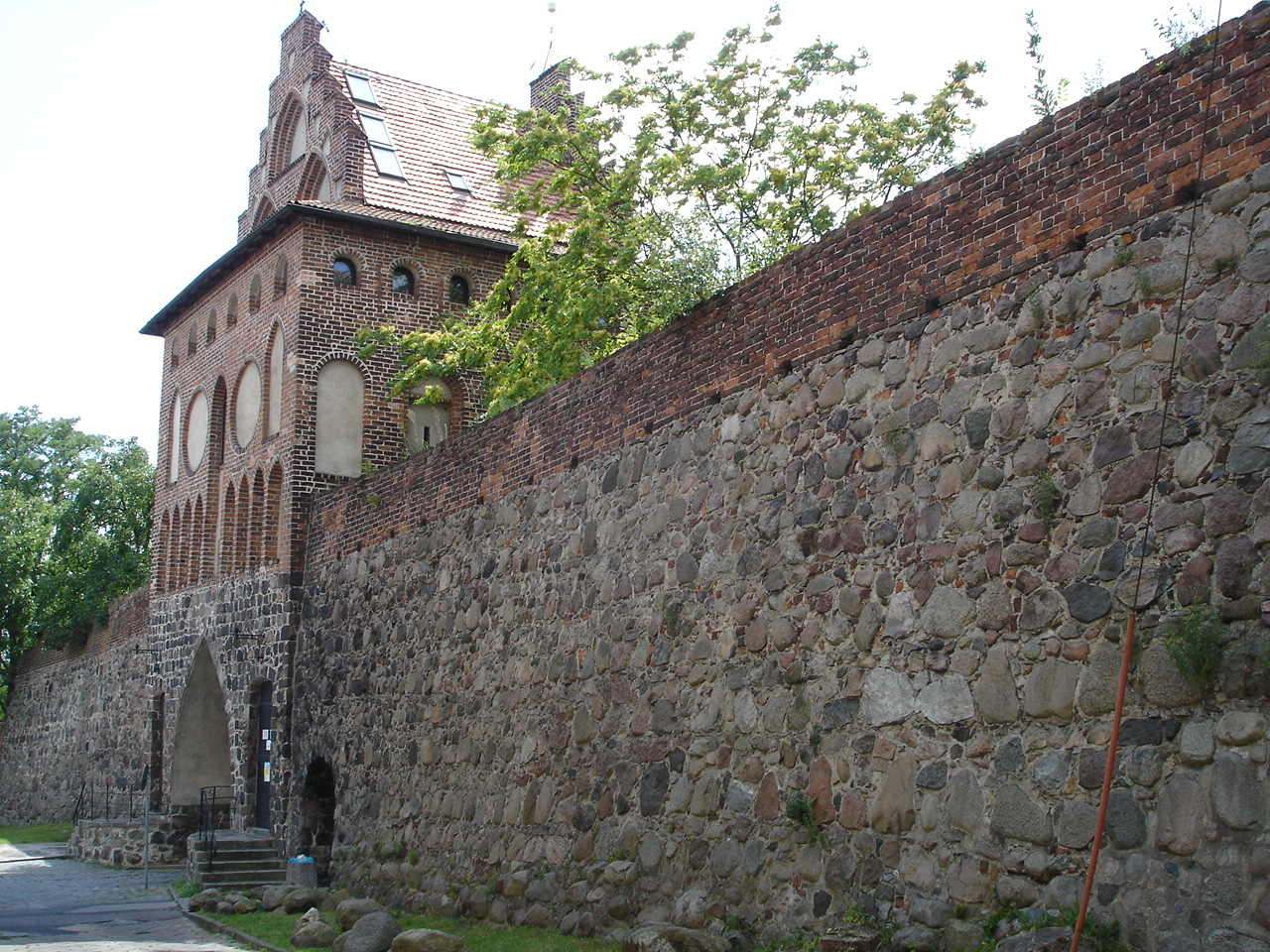
Las murallas defienden a la colonia de los ataques enemigos.

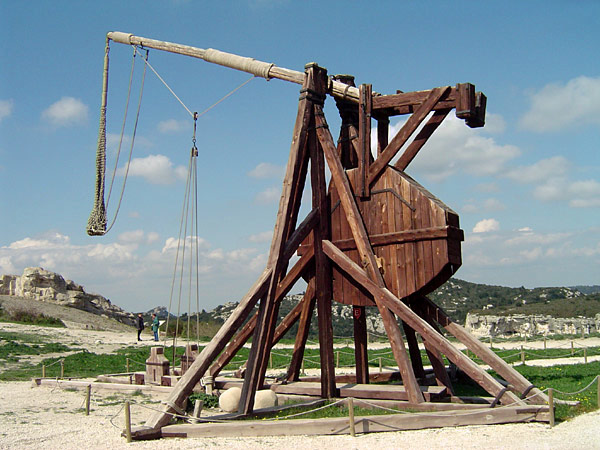
Trebuchet, arma de asedio de la época,
utilizada para destruir edificios.

En el juego existen 11 unidades 9 de ellas militares, los soldados son entrenados en los Barracones, y son utilizadas tanto para brindar apoyo a los aliados, como para defender la colonia y atacar la de los enemigos.
En el caso de los ataques a las colonias enemigas, los soldados podrán llevarse un botín de los recursos que el enemigo tenga en su poder mientras más numeroso sea el ejército mayor será la posibilidad de salir victorioso en un ataque. Sin embargo también hay que tener en cuenta el nivel de las unidades militares, por ejemplo un templario duplica en fuerza de ataque a un escudero, mientras que un berserker es tres veces y media más fuerte que el templario.
También hay que tomar en cuenta el nivel de la muralla que protege a la colonia, ya que a medida que esta se mejora, se mejora también la defensa de las unidades militares, lo cual es relevante para las unidades defensoras como los arqueros y los caballeros negros.
En el juego también hay armas de asedio, como los arietes y los trebuchet, los primeros son utilizados para destruir las murallas y los segundos para destruir los edificios.

## Colonización
La colonización es un aspecto avanzado del juego, ya que el jugador debe alcanzar un nivel alto de experiencia para ello, el primer paso es construir una mansión, donde pueden ser nombrados condes sin embargo antes del nombramiento del monarca es necesario acuñar armaduras doradas en la orfebrería las cuales le dan un mayor estatus al conde.
Tras el nombramiento el conde en ataque puede ser utilizado conjunto a un ejército, si el ataque es exitoso reducirá el poderío de la colonia del enemigo entre un 40% y 50%, cuando esta llegue a cero el jugador obtendrá la colonia.
Si el defensor posee un monumento el conde solo bajara entre un 20% y 30%

## Polémica
En varios mundos se han dado ya numerosos escándalos como bugs que han ocasionado que jugadores se coloquen en los primeros puestos. También se han producido baneados considerados injustos por algunos jugadores, causados por la posible creación de multicuenta.
Otro tipo de quejas han sido dirigidas a la censura de los foros y a la creación de cuentas Premium, que ofrecen más ventajas a quienes las compran.
Pero las reglas para la compra de esas cuentas Premium no están definidas y están sujetas a la interpretación de los operadores de juego.
En su versión 2.0, el juego añadió la ruleta de la suerte. En principio serviría para que los jugadores más activos militarmente fueran recompensados con premios, ya que al atacar o defender tienes opción de ganar una piedra de la suerte (al día), que puedes canjear por un premio (al azar). El problema está en que se permite a los jugadores comprarlas y se han dado casos en los nuevos servidores (mundo 11 y 12), de jugadores que a los 3 días ya estaban en condiciones de conquistar colonias, gracias a los recursos obtenidos usando piedras compradas(normalmente hasta pasado un mes, no eres capaz de conquistar).
En la actualidad el juego se ha desvirtuado por la utilización de scripts por parte de las jugadores en las grandes alianzas. Eso sumado a la falta de jugadores desde la versión 2.0 (por la ruleta) ha hecho que nada más empezar un mundo los antiguos jugadores formen alianzas que dominaran su continente en un mes y crecen más rápido con scripts que les permiten subir sus edificios sin conectarse y mandar ataques a otros jugadores mientras ellos no están o con la ruleta (pagando para subir más rápido). Los nuevos jugadores ya no tienen ninguna oportunidad de probar este juego, porque en esas alianzas no se les permite habitualmente entrar y son conquistados en cuanto pierden la protección de principiantes.